# طلایی (فیلم)
طلایی (به انگلیسی: Golden) یک فیلم موزیکال، درام و عاشقانه آمریکایی در سبک داستان بلوغ محصول سال ۲۰۲۵ به کارگردانی میشل گوندری و تهیه‌کنندگی مشترک فارل ویلیامز بر اساس فیلمنامه‌ای از مارتین هاینز و استیون لونسون است. داستان فیلم در سال ۱۹۷۷ اتفاق می‌افتد. کلوین هریسون جونیور، هلی بیلی، دیواین جوی رندالف، برایان تایری هنری، کوئینتا برانسون، جنل مونی، جابوکی یانگ وایت، تیم مدوز، اندرسون پاک، میسی الیوت و آندره ۳۰۰۰ در این فیلم به ایفای نقش خواهند پرداخت.

## ساخت
فیلمبرداری در ژوئن ۲۰۲۴ در ویرجینیا بیچ، ویرجینیا، آغاز شد، جایی که اسکله برای فیلمبرداری به روی عموم بسته شد، و بازیگران با لباس دهه ۱۹۷۰ دیده شدند. در ۲۹ آگوست ۲۰۲۴، عنوان اصلی آتلانتیس برای فیلم تأیید شد. در نوامبر ۲۰۲۴، عنوان فیلم به طلایی تغییر یافت.